# Хеншлебен
Хеншлебен (нем. Henschleben) — община в Германии, в земле Тюрингия. 
Входит в состав района Зёммерда. Подчиняется управлению Штраусфурт.  Население составляет 356 человек (на 31 декабря 2010 года). Занимает площадь 7,00 км².
Община подразделяется на 2 сельских округа.